# Scolopocryptops gracilis
Scolopocryptops gracilis är en mångfotingart som beskrevs av Charles Thorold Wood 1862. Scolopocryptops gracilis ingår i släktet Scolopocryptops och familjen Scolopocryptopidae. Inga underarter finns listade i Catalogue of Life.